# Anatols Dinbergs
Anatols Dinbergs (ur. 3 marca 1911 w Rydze, zm. 9 listopada 1993 w Waszyngtonie) – łotewski polityk i dyplomata, ostatni przedstawiciel emigracyjnych władz Łotwy w Waszyngtonie (1970-1991).
Pochodził z rodziny zaangażowanej w budowę niepodległej Łotwy, ojciec Alfreds był posłem do sejmu w Rydze (1931-1934). Ukończył studia na Uniwersytecie Łotwy oraz w Instytucie Francuskim w Rydze. W 1953 uzyskał doktorat na Georgetown University.
W 1932 podjął pracę w Ministerstwie Spraw Zagranicznych, w latach 1935-1937 pracował w jego wydziale prawnym. Od 1937 do 1941 roku pełnił urząd wicekonsula Łotwy w Nowym Jorku. Po okupacji Łotwy przez Armię Czerwoną i jej aneksji przez ZSRR w czerwcu/sierpniu 1940 roku wyjechał do Waszyngtonu, gdzie pracował jako attaché i przewodniczący sekcji konsularnej Łotwy. Po śmierci Alfredsa Bīlmanisa pełnił funkcję chargé d'affaires ad interim (1948–49), po mianowaniu Julijsa Feldmanisa chargé d'affaires Łotwy w USA był pierwszym sekretarzem w poselstwie (1949-1953), by w latach 1953-1954 znów na krótko objąć funkcję chargé d'affaires ad interim (w 1954 roku stałym chargé d’affaires mianowano Arnoldsa Spekkego).
Od 1970 do 1991 roku sprawował urząd ministra spraw zagranicznych władz emigracyjnych Łotwy.